# Popowia pisocarpa
Popowia pisocarpa (Blume) Endl. ex Walp. – gatunek rośliny z rodziny flaszowcowatych (Annonaceae Juss.). Występuje naturalnie w Mjanmie, Tajlandii, Wietnamie, południowych Chinach, Malezji, Indonezji oraz na Filipinach.

## Morfologia
PokrójZimozielone małe drzewo lub krzew. Dorasta do 3–7 m wysokości.
LiścieMają eliptyczny, owalny lub lancetowaty kształt. Mierzą 5,5–14 cm długości oraz 2,5–7 cm szerokości. Nasada liścia jest od ostrokątnej do zaokrąglonej. Ogonek liściowy jest nagi i dorasta do 2–5 mm długości.
KwiatySą pojedyncze lub zebrane po 2–3 w pęczki, rozwijają się w kątach pędów. Mają białą lub żółtawą barwę. Działki kielicha mają owalny kształt, są owłosione od zewnętrznej strony i dorastają do 1 mm długości. Płatki mają owalnie trójkątny kształt i zielonożółtawą barwę, są owłosione. Kwiaty mają 5–6 owłosionych owocolistków o długości 1–2 mm.
OwocePojedyncze mają kulisty kształt, zebrane w owoc zbiorowy. Osiągają 6–8 mm długości.

## Biologia i ekologia
Rośnie w lasach. Kwitnie od stycznia do lipca, natomiast owoce dojrzewają od września do listopada.

## Zastosowanie
Gatunek ma bardzo pachnące kwiaty, które są używane w przemyśle perfumeryjnym.